# Тачно у подне (филм из 1952)
Тачно у подне (енгл. High Noon) је амерички вестерн филм из 1952. године, режисера Фреда Зинемана, продуцента Стенлија Крејмера, по сценарију Карла Формана, са Гаријем Купером у главној улози. Радња, која се дешава у реалном времену, усредсређује се на градског шерифа чији је осећај дужности на испиту када мора да одлучи да се сам суочи са бандом убица или да напусти град са својом новом супругом.
Иако је у време објављивања због политичких тема сматран контроверзним, филм је био номинован за седам Оскара, од којих је освојио четири (најбољи глумац, најбоља монтажа, најбоља музика и најбоља песма), као и четири награде Златни глобус (најбољи глумац, најбоља споредна глумица, најбоља музика и најбоља црно-бела фотографија). Награђену партитуру написао је композитор руског порекла Димитри Тиомкин.
Конгресна библиотека је изабрала Тачно у подне као један од првих 25 филмова за очување у Националном регистру филмова Сједињених Америчких Држава због свог „културолошког, историјског или естетског значаја” 1989. године, прве године постојања НРФ-а. Постао је култни филм чија је прича делимично или потпуно поновљена у каснијим филмским продукцијама, а његов завршетак посебно је инспирисао бескрајан број каснијих филмова, укључујући, између осталог, и вестерне.

## Радња
У Хедливилу, малом граду на територији Новог Мексика, шериф Вил Кејн, тек ожењен Ејми Фаулер, припрема се за пензију. Срећни пар ће ускоро кренути у нови живот да би подигао породицу и водио продавницу у другом граду. Међутим, стиже вест да је Френк Милер, опаки одметник кога је Кејн послао у затвор, ослобођен и да ће стићи подневним возом. Милерова банда — његов млађи брат Бен, Џек Колби и Џим Пирс — чекају његов долазак на железничкој станици.
За Ејми, побожну квекерку и пацифисту, решење је једноставно – напустити град пре него што Милер стигне – али Кејна осећаји дужности и части га терају да остане. Осим тога, како он каже, Милер и његова банда ће га ионако уловити. Ејми поставља Кејну ултиматум: одлази подневним возом, са или без њега.
Кејн посећује низ старих пријатеља и савезника, али нико не може (или неће) да помогне: судија Перси Метрик, који је осудио Милера, бежи на коњу и позива Кејна да учини исто. Кејнов млади заменик Харви Пел, који је огорчен што га Кејн није препоручио за свог наследника, каже да ће стати уз Кејна само ако Кејн оде код градских старешина и „да реч” за њега. Када Кејн то одбије, Пел предаје своју значку.
Кејнови напори да окупи групу у Рамирезовом салону, а затим и цркви, наилазе на страх и непријатељство. Неки грађани, забринути да би пуцњава могла наштетити репутацији града, позивају Кејна да у потпуности избегне сукоб. Неки су Милерови пријатељи, али други замерају што је Кејн уопште почистио град. Неки су мишљења да њихов новац од пореза иде за подршку локалним органима за спровођење закона и да борба није одговорност групе. Сем Фулер се крије у својој кући, шаљући своју жену Милдред до врата да каже Кејну да он није код куће. Џими нуди помоћ, али је слабовидан и пијан; Кејн га шаље кући ради његове сопствене безбедности. Градоначелник наставља да охрабрује Кејна да једноставно напусти град. Кејнов претходник, Мартин Хау, не може да помогне Кејну, пошто је престар и артритичан. Херб Бејкер је пристао да буде заменик, али одустаје када схвати да је он једини добровољац. Коначна понуда помоћи долази од 14-годишњег Џонија; Кејн се диви дечаковој храбрости, али одбија његову помоћ.
Док је чекала воз у хотелу, Ејми упознаје Хелен Рамирез, која је некада била Милерова љубавница, затим Кејнова, на крају Пелова, и такође намерава да оде. Хелен каже Ејми да да је Кејн њен мушкарац, она га не би напустила у тренутку потребе.
У штали, Пел оседла коња и покушава да убеди Кејна да га узме. Њихов разговор прераста у свађу, а онда и тучу песницама. Кејн на крају савлада свог бившег заменика. Кејн се враћа у своју канцеларију да напише тестамент док сат откуцава према подневу.
Кејн затим излази на улицу да се сам суочи са Милером и његовом бандом. Ејми и Хелен пролазе у вагону са својим пртљагом, путујући до железничке станице. Кејн и Ејми размењују брз поглед, а онда Ејми гледа право испред себе док пролази поред Кејна. Перспектива се подиже и шири да би приказала Кејна како стоји сам на напуштеној улици. Почиње пуцњава. Док се воз спрема да пође, Ејми чује пуцњаву, излази из воза и трчи назад у град. Кејн убија Бена Милера и Колбија, али је рањен док Милер покушава да га ватром истера из штале. Бирајући живот свог мужа уместо својих верских уверења, Ејми узима пиштољ који виси у Кејновој канцеларији (био је то Пелов пиштољ; он га је окачио тамо када је поднео оставку на место заменика са гађењем због Кејновог опхођења према њему) и пуца у Пирса с леђа, остављајући само Френка Милера, који зграби Ејми као људски штит да би натерао Кејна да изађе напоље. Када Ејми нападне Милера, он прави грешку јер је гурне на земљу, а Кејн га убија.
Кејн помаже својој невести да устане и они се грле. Док грађани излазе и окупљају се око њега, Кејн баца своју лимену звезду на земљу, бесно гледа у гомилу и одлази са Ејми у њиховим колима.

## Улоге
| Глумац          | Улога                         |
| --------------- | ----------------------------- |
| Гари Купер      | шериф Вил Кејн                |
| Томас Мичел     | градоначелник Џонас Хендерсон |
| Лојд Бриџиз     | заменик шерифа Харви Пел      |
| Кети Хурадо     | Хелен Рамирез                 |
| Грејс Кели      | Ејми Фаулер Кејн              |
| Ото Кригер      | судија Перси Метрик           |
| Лон Чејни мл.   | Мартин Хау                    |
| Хари Морган     | Сем Фулер                     |
| Ијан Макдоналд  | Френк Милер                   |
| Ив Маквиг       | Милдред Фулер                 |
| Морган Фарли    | др Махин                      |
| Хари Шенон      | Купер                         |
| Ли ван Клиф     | Џек Колби                     |
| Роберт Џ. Вилки | Џим Пирс                      |
| Шеб Вули        | Бен Милер                     |
| Џејмс Миликан   | Херб Бејкер                   |
| Вилијам Њуел    | Џими                          |

## Продукција
Продукција и објављивање филма укрстили су се са другом Црвеном паником и Корејским ратом. Године 1951, током продукције филма, Карл Форман је позван пред Комитет за неамеричке активности Представничког дома током њихове истраге о „комунистичкој пропаганди и утицају” у индустрији филмова. Форман је некада био члан Комунистичке партије, али је одбио да идентификује своје колеге или било кога за кога је сумњао да је тренутно члан. Као резултат тога, комисија га је означила као „некооперативног сведока”, што га је учинило рањивим на стављање на црну листу. Након што је његово одбијање да наведе имена објављено у јавности, Форманов продукцијски партнер Стенли Крејмер захтевао је хитно раскид њиховог партнерства. Као потписник зајма за продукцију, Форман је остао при пројекту Тачно у подне; али је пре изласка филма продао свој партнерски удео Крејмеру и преселио се у Британију, знајући да неће наћи даљи посао у Сједињеним Државама.
Крејмер је касније тврдио да је прекинуо њихово партнерство јер је Форман запретио да ће га пред Комитетом лажно назвати комунистом. Форман је рекао да се Крејмер плашио штете за сопствену каријеру због „кривице по удружењу”. Форман је заиста био стављен на црну листу холивудских студија због етикете „некооперативног сведока” и додатног притиска председника студија Columbia Pictures Харија Кона, председника Филмског савеза за очување америчких идеала Џона Вејна и колумнисткиње трачева Los Angeles Times-а Хеде Хопер.
Према документарцу из 2002. године, делимично заснован на дугачком писму Формана филмском критичару Бослију Краутеру из 1952. године — Форманова улога у стварању и продукцији филма је годинама неправедно умањивана у корист Крејмера. Форман је рекао Краутеру да је филм настао из нацрта заплета од четири странице који је он написао, а испоставило се да је веома сличан краткој причи Џона Канингема под називом „Лимена звезда”. Форман је откупио филмска права на Канингемову причу и написао сценарио. У време када је документарни филм емитован, већина директора је била мртва, укључујући Крејмера, Формана, Зинемана и Купера. Виктор Наваски, аутор дефинитивног приказа холивудске црне листе, рекао је новинару да је, на основу његових интервјуа са Крејмеровом удовицом и другима, документарац изгледао „једностран, а проблем је у томе што прави негативца од Стенлија Крејмера, када је ситуација била компликованија од тога”.
Ричард Флајшер је касније тврдио да је помогао Карлу Форману да развије филмску причу током осам недеља док су се возили до и са сета Глиненог голуба (1949) који су заједно радили. Флајшер је изјавио да га је његов уговор спречио да режира Тачно у подне.

### Кастинг
Главна улога у филму је првобитно понуђена Џону Вејну, али он ју је одбио јер је веровао да је Форманова прича очигледна алегорија против стављања на црну листу, што је он активно подржавао. Касније је једном интервјуеру рекао да „никада неће пожалити што је помогао Форману да побегне из земље”. Гари Купер је био Вејнов дугогодишњи пријатељ и делио је његове конзервативне политичке ставове; Купер је био „пријатељски сведок” Комитета, али није никога умешао као осумњиченог комунисту, а касније је постао енергичан противник стављања на црну листу. Иронично, Купер је освојио Оскара за своју улогу, а пошто је у то време радио у Европи, замолио је Вејна да у његово име прими награду. Иако су Вејнов презир према филму и одбијање главне улоге били добро познати, рекао је: „Драго ми је што видим да ово дају човеку који је не само најзаслужнији, већ се годинама понашао у нашем послу на начин на који сви можемо да будемо поносни... Сада када сам завршио да будем тако добар момак... враћам се да пронађем свог пословног менаџера и агента... и сазнам зашто нисам добио Тачно у подне уместо Купера...”
Након што је Вејн одбио улогу Вила Кејна, Крејмер ју је понудио Грегорију Пеку, који ју је одбио јер је сматрао да је превише слична његовој улози у Револверашу, годину дана раније. Пек је касније рекао да је то сматрао највећом грешком у својој каријери. Марлон Брандо, Монтгомери Клифт и Чарлтон Хестон такође су одбили ову улогу.
Крејмер је видео Грејс Кели у представи ван Бродвеја и поставио ју је за Кејнову невесту, упркос значајној старосној разлици Купера и Кели (50 и 21 година). Гласине о афери између Купера и Кели током снимања остају непоткрепљене. Келин биограф Доналд Спото написао је да нема доказа о романси, осим трачева таблоида. Биографкиња Џина Макинон спекулисала је о могућој афери, али није навела ниједан доказ, осим опаске Келине сестре Лизан да је Келијева била „заљубљена” у Купера.
Ли ван Клиф је у овом остварењу имао своју прву филмску улогу. Крејмер је прво понудио ван Клифу улогу Харвија Пела, након што га је видео у представи Господин Робертс, под условом да ван Клиф хируршки среди нос како би изгледао мање претеће. Ван Клиф је одбио и уместо тога добио је улогу Колбија, једину улогу у својој каријери без икаквог дијалога.

### Снимање
Филм је сниман у касно лето/рану јесен 1951. године на неколико локација у Калифорнији. Уводне сцене, под насловима, снимљене су на филсмком ранчу у близини Лос Анђелеса. Неколико градских сцена снимљено је у историјском парку Коламбије, очуваном рударском граду из времена Златне грознице у близини Соноре, али већина уличних сцена је снимљена на студијском ранчу у Бербанку. Црква Светог Јосифа у Туоломи Ситију коришћена је за спољашње снимке цркве у Хедливилу. Пруга у филму је била стара пруга у Џејмстауну, неколико миља јужно од Коламбије, сада познате као Државни историјски парк Рејлтаун 1897, и често називан „филмском железницом” због честе употребе у филмовима и телевизијским серијама. Железничка станица је изграђена за филм поред водоторња у Ворнервилу, око 15 миља југозападно.
Купер није био вољан да сними сцену борбе са Бриџизом због сталних проблема са леђима, али је на крају то учинио без употребе каскадера. Није носио шминку да би нагласио бол и страх свог лика, који је вероватно био појачан болом од недавне операције уклањања чира.
Време трајања приче готово је тачно упоредо са трајањем филма — ефекат појачан честим снимцима сатова како би подсетили ликове (и публику) да ће негативац стићи подневним возом.

### Музика
Тематска песма филма, „High Noon” (како је потписана у филму), такође позната по уводном тексту „Do Not Forsake Me, Oh My Darling” (Не остављај ме, о драга моја), постала је велики хит на каунтри-вестерн листама Текса Ритера, а касније и поп хит Френкија Лејна. Њена популарност је поставила преседан за тематске песме које су се појављивале у многим каснијим вестерн филмовима. Партитура и песма композитора Димитрија Тиомкина, са текстом Неда Вошингтона, остали су популарни годинама након тога, а Тиомкин је постао тражен за будуће вестерне 1950-их, као што су Обрачун код О.К. Корала и Последњи воз из Ган Хила.

## Пријем
Филм је зарадио око 3,4 милиона долара на благајнама Северне Америке 1952. године.
По објављивању, критичари и публика који су очекивали хајке, туче, спектакуларне сцене и друге уобичајене вестерн филмске елементе били су запрепашћени јер су их у великој мери заменили емотивни и моралистички дијалог до врхунцаних завршних сцена. Неки критичари су се подсмевали неортодоксном спасавању хероја од стране хероине. Дејвид Бишоп је тврдио да да квекерка Ејми није помогла свом мужу пуцајући човеку у леђа, таква неактивност би повукла пацифизам „ка аполонској декаденцији”. Алфред Хичкок мислио је да је Келин наступ „прилично тих” и да му недостаје живахност; тек у каснијим филмовима, рекао је, показала је свој прави звездани квалитет.
Неколико америчких председника је похвалило Тачно у подне. Двајт Д. Ајзенхауер је приказао филм у Белој кући, а Бил Клинтон је био домаћин рекордних 17 пројекција филма у Белој кући. „Није случајно што политичари себе виде као Гарија Купера у филму Тачно у подне”, рекао је Клинтон. „Не само политичари, већ и свако ко је приморан да иде против воље народа. Сваки пут када сте сами и осетите да не добијате подршку која вам је потребна, Куперов Вил Кејн постаје савршена метафора.” Роналд Реган је изјавио да је Тачно у подне његов омиљени филм, због снажне посвећености главног јунака дужности и закону.
Насупрот томе, Џон Вејн је у једном интервјуу рекао да сматра да је у Тачно у подне „најнеамеричкија ствар коју је видео у свом животу”, и касније се удружио са редитељем Хауардом Хоксом како би као одговор на то снимио Рио Браво. „Направио сам Рио Браво јер ми се није допало Тачно у подне, објаснио је Хокс. „Није ни Вејну. Нисам мислио да ће добар градски шериф трчати по граду као кокошка одсечене главе тражећи од свих да помогну. А ко га спасава? Његова жена квекерка. То није моја идеја доброг вестерна”.
Зинеман је одговорио: „Јако се дивим Хоксу. Само бих волео да остави моје филмове на миру!” У интервјуу из 1973. године, Зинеман је додао: „Прилично сам изненађен Хоксовим и Вејновим размишљањем. Шерифи су људи и не постоје два иста. Прича у филму се одвија на Старом западу, али је заиста прича о човековом сукобу савести. У том смислу, то је рођак Човека за сва времена. У сваком случају, поштовање према вестерн хероју није умањило ни Тачно у подне.”
Филм је критикован у Совјетском Савезу као „величање појединца”.
У роману Вирџинијанац Овена Вистера постоји опис инцидента који је веома сличан централном заплету овог филма. Трампас (негативац) позива Вирџинијанца, који чека нову невесту коју би могао да изгуби ако се упусти у пуцњаву. Тачно у подне је чак описано као „директан римејк” филмске верзије Вирџинијанца из 1929. у којем је Купер такође глумио.

### Награде
| Награда                                         | Категорија                                 | Номиновани                                                              | Исход      |
| ----------------------------------------------- | ------------------------------------------ | ----------------------------------------------------------------------- | ---------- |
| Оскар                                           | Најбољи филм                               | Стенли Крејмер                                                          | Номинација |
| Оскар                                           | Најбољи редитељ                            | Фред Зинеман                                                            | Номинација |
| Оскар                                           | Најбољи глумац                             | Гари Купер                                                              | Освојено   |
| Оскар                                           | Најбољи сценарио                           | Карл Форман                                                             | Номинација |
| Оскар                                           | Најбоља монтажа                            | Елмо Вилијамс и Хари В. Герстад                                         | Освојено   |
| Оскар                                           | Најбоља оригинална музика                  | Димитри Тиомкин                                                         | Освојено   |
| Оскар                                           | Најбоља оригинална песма                   | „The Ballad of High Noon” Музика: Димитри Тиомкин; Текст: Нед Вошингтон | Освојено   |
| Награде Бодил                                   | Најбољи амерички филм                      | Фред Зинеман                                                            | Освојено   |
| Награде Круга биоскопских сценариста            | Најбољи страни филм                        | Најбољи страни филм                                                     | Освојено   |
| Награде Удружења режисера Америке               | Најбоље режирани играни филм               | Фред Зинеман                                                            | Номинација |
| DVD ексклузивне награде                         | Најбољи аудио коментари, издање библиотеке | Најбољи аудио коментари, издање библиотеке                              | Номинација |
| Награде Златни глобус                           | Најбољи филм – драма                       | Најбољи филм – драма                                                    | Номинација |
| Награде Златни глобус                           | Најбољи глумац у филму – драма             | Гари Купер                                                              | Освојено   |
| Награде Златни глобус                           | Најбоља споредна глумица у филму           | Кети Хурадо                                                             | Освојено   |
| Награде Златни глобус                           | Нова звезда године – глумица               | Кети Хурадо                                                             | Номинација |
| Награде Златни глобус                           | Најбољи сценарио                           | Карл Форман                                                             | Номинација |
| Награде Златни глобус                           | Најбоља оригинална музика                  | Димитри Тиомкин                                                         | Освојено   |
| Награде Златни глобус                           | Најбоља фотографија – црно-бела            | Флојд Кросби                                                            | Освојено   |
| Награде Националног одбора за рецензију филмова | Топ десет филмова                          | Топ десет филмова                                                       | 2. место   |
| Национални одбор за очување филмова             | Национални регистар филмова                | Национални регистар филмова                                             | Укључен    |
| Награда Удружења њујоршких филмских критичара   | Најбољи филм                               | Најбољи филм                                                            | Освојено   |
| Награда Удружења њујоршких филмских критичара   | Најбољи режисер                            | Фред Зинеман                                                            | Освојено   |
| Награде онлајн филмског и телевизијског друштва | Галерија славних – филмови                 | Галерија славних – филмови                                              | Освојено   |
| Награде Фотоплеј                                | Најпопуларнији глумац                      | Гари Купер                                                              | Освојено   |
| Награде Сателит                                 | Најбоље класично DVD издање                | Најбоље класично DVD издање                                             | Номинација |
| Награде Сателит                                 | Најбољи DVD додаци                         | Најбољи DVD додаци                                                      | Номинација |
| Награде Удружења сценариста Америке             | Најбоља написана америчка драма            | Карл Форман                                                             | Освојено   |

Entertainment Weekly је сврстао Вила Кејна на своју листу „20 најбољих хероја свих времена у поп култури”.

#### ПризнањаАмеричког филмског института
- 1998. 100 година АФИ-ја... 100 филмова #33
- 2001: 100 година АФИ-ја... 100 трилера #20
- 2003: 100 година АФИ-ја... 100 хероја и негативаца:
  - Вил Кејн, херој #5
- 2004: 100 година АФИ-ја... 100 песама:
  - „High Noon (Do Not Forsake Me, Oh My Darlin')” #25
- 2005: 100 година АФИ-ја... 100 филмских музика #10
- 2006: 100 година АФИ-ја... 100 инспирација #27
- 2007: 100 година АФИ-ја... 100 филмова (10. годишњица) #27
- 2008: АФИ-јевих 10 топ 10:
  - Вестерн филм #2

## Наслеђе и културни утицај
Тачно у подне се сматра раним примером ревизионистичког вестерна. Ким Њуман га назива „најутицајнијим вестерном 1950-их (јер) су његови ставови суптилно променили друштвену визију читавог (вестерн) жанра”. Традиционални формат вестерна је снажан мушки лик који води цивилизоване против нецивилизованих, али у овом филму цивилизовани људи не успевају (на начин који је Џон Вејн описао као „неамерички”) да подрже свог градског шерифа. Њуман прави контраст између „сабласно уредног и цивилизованог” града Хедливила и „бездушности, интереса и непостојања кичме које показују његови становници” који ће дозволити граду да „склизне назад у дивљу прошлост”. У свом чланку Жене у филму „Тачно у подне”: Ревизионистички поглед, Дон Грејем тврди да поред теме о самом мушкарцу „представља значајан напредак у приказивању жена у вестернима”. У поређењу са „одреченом презентацијом” стереотипних женских ликова у ранијим вестернима, Тачно у подне даје ликовима Ејми и Хелен проширено присуство, при чему су њих две контрапункте. Док је Хелен друштвено инфериорна, она има значајну економску моћ у заједници. Хеленин сусрет са Ејми је кључан јер она говори Ејми да никада не би напустила Кејна да је он њен мушкарац – набавила би пиштољ и борила би се, наводећи на тај начин Ејми да помогне свом мужу. Током већег дела филма, Ејми је „архетип источњачке девице”, али њена реакција на први пуцањ „надилази ограничења њене жанровске улоге” док се враћа у град и убија Пирса. Поступци банде указују на имплицитну, али врло стварну претњу коју представљају женама; као што сугерише Мексиканка која се прекрсти када прва тројица уђу у град. Грејем сумира многе референце на жене као на заједницу деморалисану неуспехом њених мушких чланова, осим Кејна. Жене су, тврди он, једнаке Кејну по снази карактера до те мере да су „протофеминисткиње”.
Године 1989, 22-годишњи пољски графички дизајнер Томаш Сарнецки трансформисао је пољску варијанту постера Тачно у подне Маријана Стачурског из 1959. године у изборни постер Солидарности за прве делимично слободне изборе у комунистичкој Пољској. Постер, који је био изложен широм Пољске, приказује Купера наоружаног савијеним гласачким листићем у десној руци на којем пише „Wybory” (тј. избори), док је лого Солидарности закачен на његов прслук изнад шерифове значке. Порука на дну постера гласи: „Тачно у подне: 4. јуна 1989.”
Како је написао бивши лидер Солидарности Лех Валенса, 2004. године:
Испод наслова „Тачно у подне” стоји црвени транспарент Солидарности и датум избора — 4. јун 1989. Био је то једноставан, али ефикасан трик који су комунисти у то време погрешно разумели. Они су, у ствари, покушали да исмеју покрет за слободу у Пољској као изум „Дивљег” запада, посебно САД. Али постер је имао супротан утицај: Каубоји у вестерн одећи постали су моћан симбол за Пољаке. Каубоји се боре за правду, боре се против зла и боре се за слободу, физичку и духовну. Солидарност је савладала комунисте на тим изборима, отварајући пут демократској влади у Пољској. Увек је тако дирљиво када ми људи донесу овај постер да бих га потписао. Толико година су га неговали и постао је амблем битке коју смо сви заједно водили.
Научнофантастични филм Свемирски шериф из 1981. са Шоном Конеријем у главној улози федералног агента на међупланетарној рударској постаји, упоређен је са филмом Тачно у подне због сличности у темама и заплету.
Филм се више пута помиње у HBO драмској серији Породица Сопрано. Тони Сопрано наводи лик Гарија Купера као архетип онога што мушкарац треба да буде, ментално чврст и стоичан. Често се жали: „Шта се догодило Гарију Куперу?” и Вила Кејна назива „снажним, тихим типом”. Култни завршетак филма приказан је на телевизији током продужене секвенце снова у епизоди пете сезоне „The Test Dream”.
Тачно у подне инспирисао је истоимену хип-хоп песму из 2008. реп извођача Kinetics-а, у којој се филм помиње заједно са неколико других класичних вестерн филмова, повлачећи поређења између реп битака и уличних обрачуна вестерн филмова.

## Наставци и римејкови
- Телевизијски наставак, Тачно у подне II: Повратак Вила Кејна, снимљен је 1980. године, а емитован на CBS-у у новембру те године. Ли Мејџорс и Кетрин Кенон играли су улоге Купера и Кели. Елмор Леонард написао је оригинални сценарио.[56]
- Свемирски шериф је британски научнофантастични трилер из 1981. који је написао и режирао Питер Хајамс са Шоном Конеријем, Питером Бојлом и Франсес Стернхаген у главним улогама који је инспирисан филмом Тачно у подне.
- Године 2000, удовица Стенлија Крејмера, Карен Шарп Крејмер, продуцирала је римејк Тачно у подне као ТВ филм за кабловски канал TBS. У филму су глумили Том Скерит као Вил Кејн и Мајкл Мадсен као Френк Милер.[57]
- Карен Крејмер је 2016. потписала уговор са Relativity Studios-ом за римејк дугометражног филма Тачно у подне, модернизовану верзију смештену у данашње време на америчко-мексичкој граници. Тај пројекат је пропао када је студио следеће године прогласио банкрот, али је 2018. Крејмерова објавила да је Classical Entertainment откупио права на пројекат, који ће продуцирати Томас Олејми са сценаристом и редитељем Дејвидом Л. Хантом.[58][59]